# Harold Volkmer

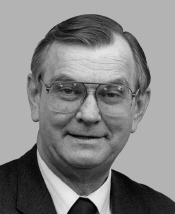
Harold Volkmer

Harold Lee Volkmer (* 4. April 1931 in Jefferson City, Missouri; † 16. April 2011 in Hannibal, Missouri) war ein US-amerikanischer Politiker der Demokratischen Partei und langjähriges Mitglied im US-Repräsentantenhaus für den Bundesstaat Missouri.

## Leben
Nach dem Besuch der Catholic School in Jefferson City ging er zunächst auf das Jefferson City Junior College, ehe er an der Saint Louis University studierte. Ein anschließendes postgraduales Studium der Rechtswissenschaften an der Law School der University of Missouri in Columbia schloss er 1955 mit einem Bachelor of Laws (LL.B.) ab. Kurz nach seiner anschließenden Zulassung zum Rechtsanwalt wurde er Assistent des Attorney General von Missouri, ehe er von 1955 bis 1957 seinen Militärdienst bei der US Army ableistete. Nach Beendigung seines Militärdienstes ließ sich Volkmer als Rechtsanwalt in Hannibal nieder und war zwischen 1960 und 1966 Staatsanwalt (Prosecuting Attorney) im Marion County.
Im Anschluss begann er seine politische Laufbahn für die Demokratische Partei und war zunächst von 1967 bis 1976 Abgeordneter im Repräsentantenhaus von Missouri. Danach wurde er 1976 erstmals in das US-Repräsentantenhaus gewählt und vertrat in diesem zwischen 3. Januar 1977 und dem 3. Januar 1997 die Interessen des neunten Kongresswahlbezirks von Missouri. Während seiner langjährigen Kongresszugehörigkeit war er unter anderem Mitglied des Justiz- und des Landwirtschaftsausschusses sowie zeitweise Vorsitzender des dortigen Unterausschusses für kleine Farmen und Wälder (US House Agriculture Subcommittee on Small Farms and Forests).
Bei den Kongresswahlen von 1996 erlitt Volkmer, der nicht nur Mitglied des Board of Directors der National Rifle Association war, sondern sich auch im Lions-Club von Hannibal und bei den Kolumbusrittern engagierte, eine Wahlniederlage gegen seinen republikanischen Herausforderer Kenny Hulshof und musste aus dem US-Repräsentantenhaus ausscheiden.